# Branle

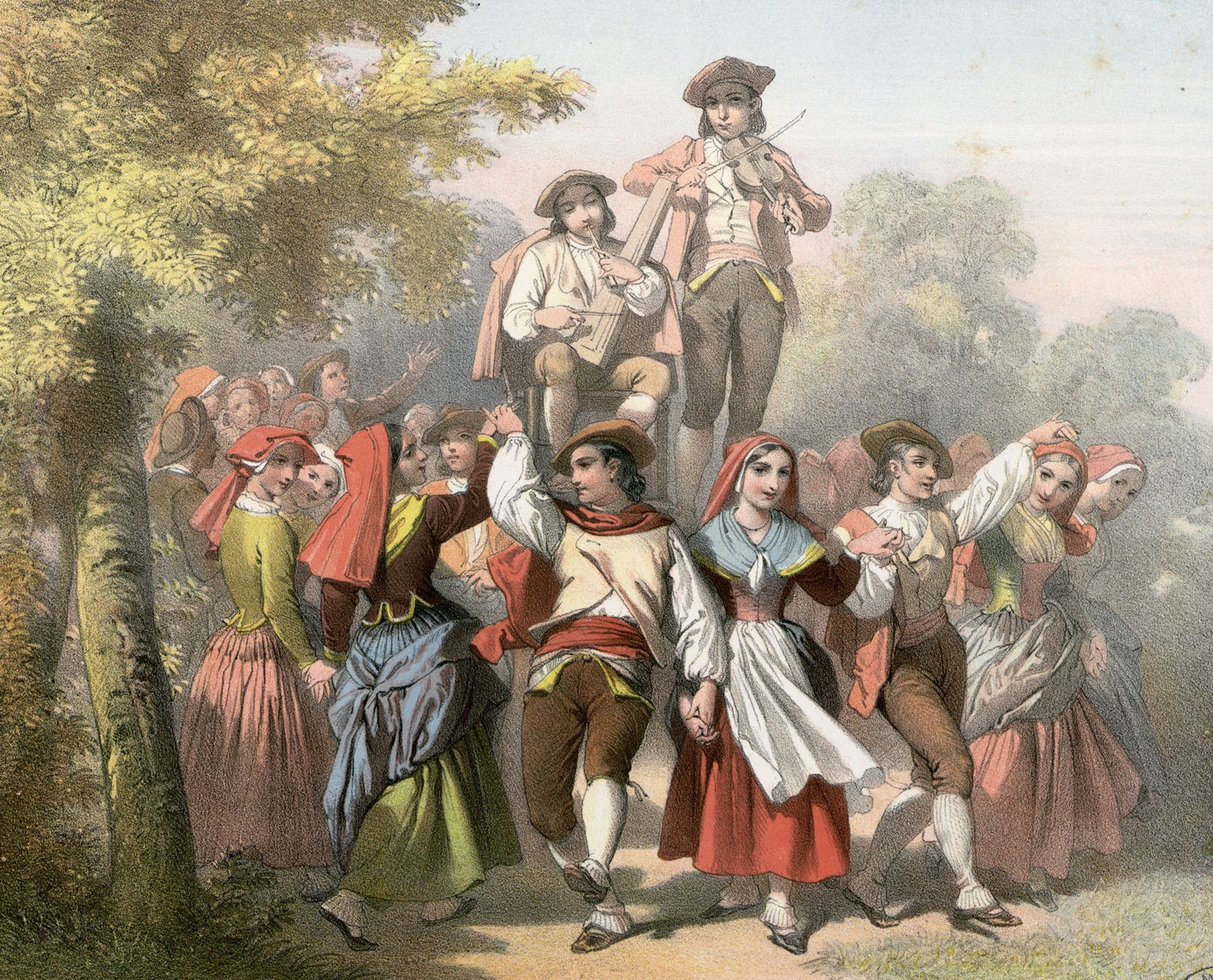
Alfred Dartiguenave Branle d'Ossau

Branle (fr. branler, kołysać się) – grupa dworskich tańców z XV i XVI w.
Wywodziły się z francuskiego branlera, chociaż mogły być znane od XIV w. i pochodzić od jeszcze starszej carole. Miały wiele lokalnych odmian, z których liczne należały do typu tańców „za przodkującymi”. Charakterystyczną cechą branle były ruchy kołyszące oraz towarzyszenie śpiewu.
Branle stały się bardzo popularne we Francji w XVI w., a później na dworach całej Europy. Były tańczone w tempie umiarkowanym, w zestawach grupowych i składały się z kilku figur. 
Branle dzielą się na cztery podstawowe grupy:
- branle simple (metrum dwudzielne[1])
- branle gay (metrum trójdzielne[1])
- branle double (lub commun)
- branle à maner.

Branle dały początek menuetowi.
Głównym źródłem informacji na temat tych tańców jest traktat Thoinota Arbeau Orchesographie.